# هال مكلور
هال مكلور (بالإنجليزية: Hal McClure)‏ هو لاعب كرة قاعدة أمريكي، ولد في 8 أغسطس 1859 في Lewisburg, Pennsylvania ‏ في الولايات المتحدة، وتوفي بنفس المكان في 1 مارس 1919.

## وصلات خارجية
- هال مكلور على موقعبيزبول رفرنس.كوم (الدوري الرئيسي) (الإنجليزية)
- هال مكلور على موقعبيزبول رفرنس.كوم (الدوري الثانوي) (الإنجليزية)